# 長船駅
長船駅（おさふねえき）は、岡山県瀬戸内市長船町福岡にある、西日本旅客鉄道（JR西日本）赤穂線の駅である。駅番号はJR-N09。

## 歴史
- 1962年（昭和37年）9月1日：国鉄赤穂線伊部駅 - 東岡山駅間延伸時に開設[1][2]。
  - 当時の所在地表示は岡山県邑久郡長船町福岡であった[1]。
- 1983年（昭和58年）7月29日：赤穂線CTC導入に伴い、運転要員廃止[3]。
- 1984年（昭和59年）2月1日：荷物扱い廃止[1]。
- 1987年（昭和62年）4月1日：国鉄分割民営化に伴い、JR西日本の駅となる[1]。
- 2007年（平成19年）9月1日：ICカード「ICOCA」の利用が可能となる（岡山方面）。
- 2018年（平成30年）9月15日：播州赤穂方面も「ICOCA」が利用可能となる。
- 2022年（令和4年）
  - 2月28日：みどりの窓口営業終了[4]。
  - 3月1日：無人駅化[4]。
- 2023年（令和5年）：バリアフリートイレを含む駅前施設竣工[5][6]。

## 駅構造

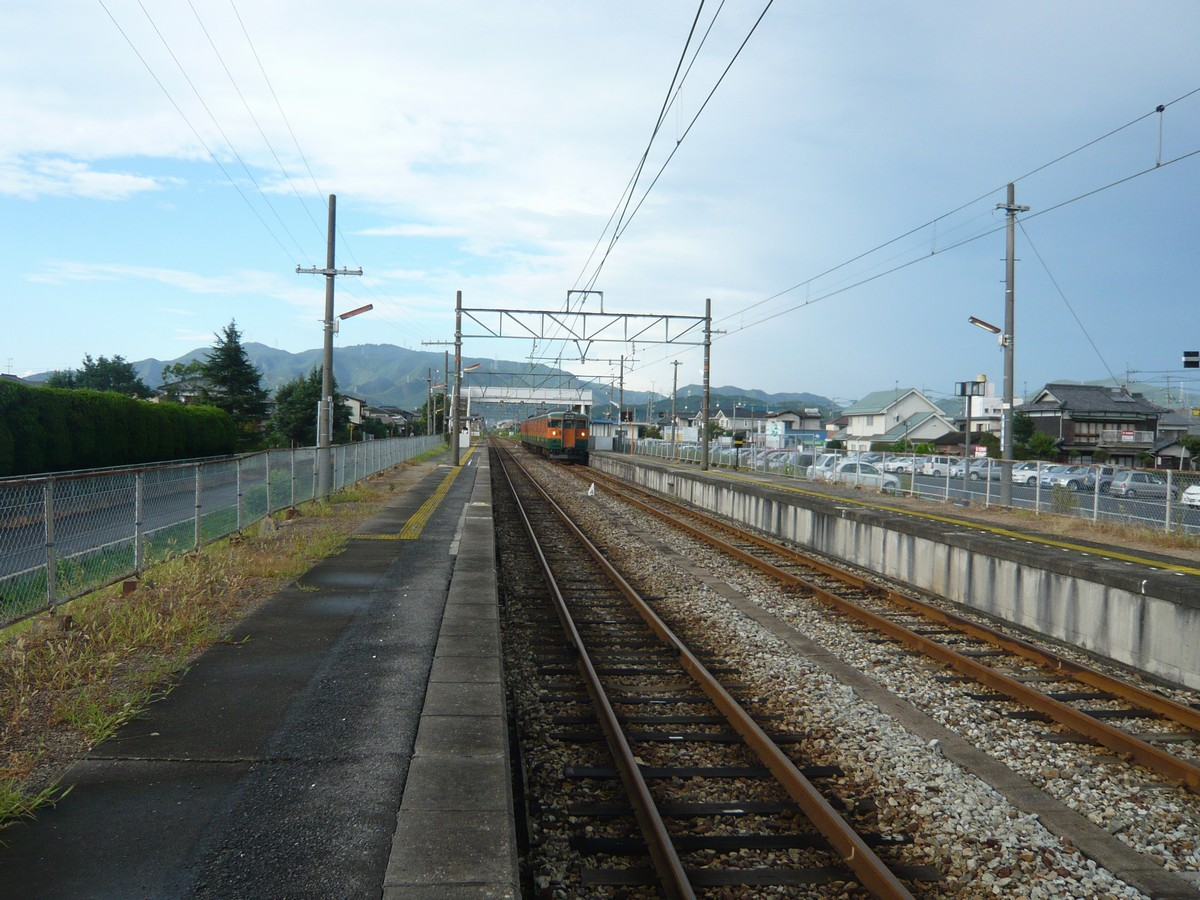
ホーム（2007年8月）

相対式ホーム2面2線を有する列車交換可能な地上駅。コンクリート製駅舎を備える、駅舎は下りホーム播州赤穂寄りにあり、両ホームは跨線橋で連絡している。
無人駅。自動券売機が設置されており、両ホームに待合スペースがある。

### のりば
| のりば | 路線   | 方向 | 行先               |
| ------ | ------ | ---- | ------------------ |
| 1      | 赤穂線 | 下り | 西大寺・岡山方面   |
| 2      | 赤穂線 | 上り | 播州赤穂・相生方面 |

- 当駅で岡山方面へ折返す列車が設定されている。

## 利用状況
1近年の日平均乗車人員の推移は以下の通り。
| 乗車人員推移 | 乗車人員推移 |
| 年度         | 1日平均人数  |
| ------------ | ------------ |
| 1999         | 1,093        |
| 2000         | 1,136        |
| 2001         | 1,165        |
| 2002         | 1,107        |
| 2003         | 1,167        |
| 2004         | 1,176        |
| 2005         | 1,138        |
| 2006         | 1,136        |
| 2007         | 1,156        |
| 2008         | 1,201        |
| 2009         | 1,162        |
| 2010         | 1,184        |
| 2011         | 1,169        |
| 2012         | 1,162        |
| 2013         | 1,184        |
| 2014         | 1,143        |
| 2015         | 1,169        |
| 2016         | 1,172        |
| 2017         | 1,188        |
| 2018         | 1,203        |
| 2019         | 1,153        |
| 2019         | 954          |
| 2021         | 890          |

## 駅周辺
当駅南東側にある県道69号線沿いに商店等がある。駅周辺はやや広い開けた土地であり、住宅や団地、企業事業所等がある。
- 瀬戸内市役所長船支所（旧長船町役場）
- 瀬戸内市保健福祉センターゆめトピア長船（福祉事務所併設）
- 瀬戸内警察署長船交番
- 長船土師郵便局
- 中国銀行長船支店
- 備前日生信用金庫長船支店
- 岡山県道69号西大寺備前線
- 岡山県道83号飯井宿線

## 隣の駅
西日本旅客鉄道（JR西日本）
 赤穂線
香登駅 (JR-N10) - 長船駅 (JR-N09) - 邑久駅 (JR-N08)